# Шевырёв, Валерий Владимирович
Валерий Владимирович Шевырёв (род. 12 декабря 1974) — российский футболист.

## Биография
Впервые Валерий Шевырёв в профессиональном футболе дебютировал в сезоне 1991/92 во Второй лиге России за изобильненское «Динамо». В 1992 году перешёл в украинскую команду «Виктор» Запорожье, вместе с ней за три года прошёл путь от любительского футбола до третьей лиги Украины. В сезоне 1994/95 сыграл 10 матчей в высшей лиге страны за запорожский «Металлург».
В 1995 году подписал контракт со ставропольским «Динамо». За команду провёл 8 сезонов подряд, играл в первом и втором дивизионах России, всего за команду сыграл 271 матч. С 2003 по 2005 год являлся игроком тульского «Арсенала». В 2005 году сыграл 14 матчей за ставропольское «Динамо» в третьем дивизионе. В 2006 году выступал за «Элисту» и новороссийский «Черноморец».
В 2007 году вновь вернулся в «Динамо», сыграл ещё 26 матчей во втором дивизионе, отметился одним голом. Всего же за свою карьеру Валерий Шевырёв сыграл 312 матчей, что является вторым результатом в истории клуба.
С 2008 по 2009 год Шевырёв являлся игроком футбольного клуба «Ставрополь», отыграл за клуб два сезона. С 2010 года играл за различные команды чемпионата Краснодарского края.